# Pilosocereus colombianus
Pilosocereus colombianus là một loài thực vật có hoa trong họ Cactaceae. Loài này được (Rose) Byles & G.D. Rowley miêu tả khoa học đầu tiên năm 1957.